# Sieversandreas madagascarianus
Sieversandreas es un género monotípico de plantas fanerógamas perteneciente a la familia Orobanchaceae. Su única especie: Sieversandreas madagascarianus, es originaria de Madagascar donde se encuentra en la provincia de Toliara. 

## Taxonomía
Sieversandreas madagascarianus fue descrita por Eberhard Fischer y publicado en Bulletin du Muséum National d'Histoire Naturelle, Section B, Adansonia. Botanique Phytochimie 18(–34): 214, f. 1. 1996.